# Stefan Pfeiffer (Althistoriker)
Stefan Pfeiffer (* 30. Juli 1974 in Aachen) ist ein deutscher Althistoriker und Papyrologe.

## Leben
Nach dem Abitur 1994 und dem folgenden Zivildienst 1994/95 begann Pfeiffer 1995 an der Universität Trier mit dem Studium der Ägyptologie, Katholischen Theologie, Geschichte, Klassischen Archäologie und Papyrologie. Während des Studiums nahm er an Ausgrabungen in Qantir (Ägypten) und Tavium (Türkei) teil. 2001 schloss er als Magister Artium ab, 2002 legte er das erste Staatsexamen für das Lehramt an der Sekundarstufe II für Geschichte und Katholische Theologie ab. Es folgte eine Vertretung einer Assistentenstelle für Ägyptologie an der Universität Trier. Zwischen 2001 und 2004 war Pfeiffer zudem Mitarbeiter am Projekt Bibliographie der Sekundärliteratur zu den Tempeltexten der griechisch-römischen Zeit, seit 2002 am Teilprojekt A 1 Die Entstehung und Entwicklung einer multikulturellen Gesellschaft im griechisch-römischen Ägypten des Sonderforschungsbereiches 600 der Deutschen Forschungsgemeinschaft. 2004 promovierte er in Trier mit der Arbeit Das Dekret von Kanopos (238 v. Chr.). Kommentar und historische Auswertung eines dreisprachigen Synodaldekretes der ägyptischen Priester zu Ehren Ptolemaios’ III. und seiner Familie.
In Trier erfolgte bereits 2007 auch die Habilitation mit einer Arbeit über Kaiserverehrung und Kaiserkult in Alexandria und Ägypten von Augustus bis Caracalla. Von Februar 2008 bis Juli 2009 war er Wissenschaftlicher Angestellter an der Universität Mannheim. Zwischen August 2009 und September 2010 war er als Akademischer Rat an der Universität Münster tätig. Von April bis September 2010 vertrat er die vakante Professur für Antike und Europa an der Technischen Universität Chemnitz, und von Oktober 2010 bis 2013 lehrte er dort als Professor. Am 16. Mai 2012 wurde er bis zum regulären Ende der Amtszeit seines ins Rektorat gewechselten Vorgängers Christoph Fasbender am 31. März 2013 zum Dekan der Chemnitzer Philosophischen Fakultät gewählt. Seit April 2013 ist Pfeiffer W3-Professor für Alte Geschichte an der Universität Halle.
Pfeiffer beschäftigt sich vor allem mit der Religionsgeschichte Ägyptens in griechisch-römischer Zeit und der Sozial- und Wirtschaftsgeschichte des Hellenismus; hinzu kommen Arbeiten zum antiken Judentum, zum Kaiserkult sowie zur frühen römischen Kaiserzeit. Pfeiffer veröffentlichte 2009 eine knappe monographische Darstellung der Jahre 69 bis 96, der Epoche der flavischen Dynastie; 2017 folgte eine Einführung in die Geschichte der Ptolemäer. Seit 2025 ist Pfeiffer Mitglied der Sächsischen Akademie der Wissenschaften.

## Schriften (Auswahl)
Monographien
- Das Dekret von Kanopos (238 v. Chr.). Kommentar und historische Auswertung eines dreisprachigen Synodaldekretes der ägyptischen Priester zu Ehren Ptolemaios’ III. und seiner Familie (= Archiv für Papyrusforschung und verwandte Gebiete. Beiheft 18). Saur, München/Leipzig 2004, ISBN 3-598-77593-8.
- Herrscher- und Dynastiekulte im Ptolemäerreich. Systematik und Einordnung der Kultformen (= Münchener Beiträge zur Papyrusforschung und antiken Rechtsgeschichte. Heft 98). Beck, München 2008, ISBN 3-406-56933-1.
- mit Friedhelm Hoffmann, Martina Minas: Die dreisprachige Stele des C. Cornelius Gallus aus Philae. Übersetzung, Kommentar und Einordnung in den historischen Kontext (= Archiv für Papyrusforschung und verwandte Gebiete. Beiheft 9). Saur, München 2009, ISBN 978-3-11-020120-8.
- Die Zeit der Flavier. Vespasian, Titus, Domitian. Wissenschaftliche Buchgesellschaft, Darmstadt 2009, ISBN 978-3-534-20894-4.
- Der römische Kaiser und das Land am Nil. Kaiserverehrung und Kaiserkult in Alexandria und Ägypten von Augustus bis Caracalla (30 v. Chr. – 217 n. Chr.) (= Historia Einzelschriften. Heft 212). Franz Steiner, Stuttgart 2010, ISBN 978-3-515-09650-8.
- Griechische und lateinische Inschriften zum Ptolemäerreich und zur römischen Provinz Aegyptus (= Einführungen und Quellentexte zur Ägyptologie. Band 9). Lit, Berlin/ Münster 2015, ISBN 978-3-643-13096-9 (2., erweiterte Auflage ebenda 2020, ISBN 978-3-643-14682-3).
- Die Ptolemäer. Im Reich der Kleopatra. Kohlhammer, Stuttgart 2017, ISBN 978-3-17-021657-0.
- Alexandria in Ägypten, Ägypten in Alexandria. Das kulturelle Erbe der Pharaonen in einer griechischen Weltstadt (= Hallesche Universitätsreden. 2. Folge, Band 15). Universitätsverlag Halle-Wittenberg, Halle (Saale) 2017, ISBN 978-3-86977-162-5.
- mit Friedhelm Hoffmann: Der Stein von Rosetta (= Reclams Universal-Bibliothek. Band 14200). Reclam, Ditzingen 2021, ISBN 978-3-15-014200-4.
- 3 Makkabäer. Übersetzt und erklärt (= Das Alte Testament Deutsch). Vandenhoeck & Ruprecht, Göttingen 2021, ISBN 978-3-525-56864-4.

Herausgeberschaften
- mit Andrea Binsfeld: Vom hellenistischen Osten zum römischen Westen. Ausgewählte Schriften zur Alten Geschichte (= Historia. Einzelschriften. Heft 191). Steiner, Stuttgart 2006, ISBN 3-515-08740-0.
- Ägypten unter fremden Herrschern zwischen persischer Satrapie und römischer Provinz (= Oikumene. Band 3). Verlag Antike, Frankfurt am Main 2007, ISBN 3-938032-13-8.
- mit Raimar Eberhard, Holger Kockelmann, Maren Schentuleit: „...vor dem Papyrus sind alle gleich!“ Papyrologische Beiträge zu Ehren von Bärbel Kramer (= Archiv für Papyrusforschung und verwandte Gebiete. Heft 27). De Gruyter, Berlin 2009, ISBN 978-3-11-020645-6.
- mit Altay Coşkun, Heinz Heinen: Identität und Zugehörigkeit im Osten der griechisch-römischen Welt. Aspekte ihrer Repräsentation in Städten, Provinzen und Reichen. Frankfurt am Main 2010, ISBN 978-3-631-59994-5.
- mit Katja Lembke, Martina Minas-Nerpel: Tradition and Transformation. Egypt under Roman Rule. Proceedings of the International Conference, Hildesheim, Roemer- and Pelizaeus-Museum, 3–6 July 2008 (= Culture and History of the Ancient Near East. Band 41). Brill, Leiden und andere 2010, ISBN 978-90-04-18335-3.
- mit Gregor Weber: Gesellschaftliche Spaltungen im Zeitalter des Hellenismus (4.–1. Jahrhundert v. Chr.) (= Oriens et Occidens. Band 35). Steiner, Stuttgart 2021, ISBN 978-3-515-13079-0.